# Peripola nigra
Peripola nigra är en insektsart som först beskrevs av Melichar 1906.  Peripola nigra ingår i släktet Peripola och familjen sköldstritar. Inga underarter finns listade i Catalogue of Life.